# 팻 닉슨
셀마 캐서린 "팻" 닉슨(영어: Thelma Catharine “Pat" Nixon, 이전성 라이언(Ryan), 1912년 3월 16일 ~ 1993년 6월 22일)은 미국 제37대 대통령 리처드 닉슨의 영부인이다. 영부인으로서 그녀는 광범하게 세계를 순회하였고 임의 기부주의를 옹호하였다.

## 어린 시절
팻은 네바다주의 작은 광산촌 일리에서 출생하였으며 지난날 한때 미국 뉴욕주 뉴욕 시티에서 잠시 유아기를 보낸 적이 있고 그 후 미국 캘리포니아주 휘티어에서 잠시 유년기를 보낸 적이 있다. 그녀의 별칭 "팻"은 그녀의 부친 윌리엄 라이언이 아일랜드 혈통에 뿌리를 두고 자신의 딸의 생일을 성패트릭데이의 전날에 축하하고 싶어하면서 주어졌다고 한다.
그녀의 가문들은 겸손하였다. 그녀의 모친 케이트가 부친을 광부로서 그의 생활을 확신시킨 후 가족은 자신들이 시장 판매용 채소 재배원을 시작한 캘리포니아주 아터지아에 정착하였다.
12세 때 팻의 모친이 암으로 사망하였다. 모친이 거의 죽어가면서 팻이 집안을 관리하는 것이 아니었으나 모친의 보호자를 지냈다.
5년 후, 그녀가 매우 가까웠던 부친이 규폐증으로 사망하였다. 그의 병이 악화되면서 팻은 집안일과 농장 시중을 차지하였다. 그녀는 또한 자신과 그녀의 형제·자매를 위하여 가족이 요금을 내는 도움을 주는 데 지방 은행에서 아침 수위로 일하기도 하였다.
1932년 18세의 팻은 나이 든 부부를 전국을 통하여 몰고 다니는 기회를 받았다. 동부에서 팻은 카톨릭 자선 단체에 의하여 운영된 결핵 환자들을 위한 세턴 병원에서 일자리를 찾았다. 팻은 자신의 자매들과 살며 대학을 위하여 돈을 모으기 시작하였다.
팻은 1934년 캘리포니아 주로 돌아와 서던캘리포니아 대학교에 입학하여 상품화 계획에서 뛰어났으며 1937년에 석사 학위 취득하였다.
백화점에서 일거리를 찾는 데 실패한 후, 팻은 휘티어에 있는 학교에서 속기와 타입라이팅을 가르쳤다. 자신의 쉬는 시간에 그녀는 연기에 흥미를 보였고, 1937년 휘티어에서 자신의 변호사 실습을 시작한 최근의 듀크 대학교 법학대학원 졸업생 리처드 닉슨을 만났다.
젊은 변호사는 그녀가 다른 남자들과 데이트하러 멀리 갔어도 즉시 팻과 홀딱 반하였다. 그녀가 결국적으로 그에게 결혼하는 데 동의하기 전 둘은 2년 동안 데이트 하였다.

## 가족 생활과 초기 정치

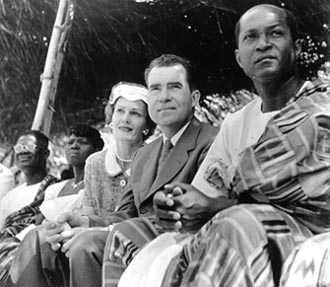
가나를 방문한 닉슨 부통령 부부 (1957년)

닉슨 부부는 1940년 6월 21일 캘리포니아주 리버사이드에서 결혼하였다. 제2차 세계 대전의 발발과 함께 젊은 부부는 워싱턴 D. C.로 이주하였으며, 리처드는 비상사태 관리소에서 검사로 일하고 팻 여사는 적십자에서 직업을 차지하였다. 남편이 미국 해군에 의하여 지원되고 남태평양에 주둔할 때 그녀는 샌프란시스코로 이주하여 물가 행정소를 위한 경제학자로 일하였다.
리처드 닉슨은 장기적 정치에 흥미를 가졌고 1946년 캘리포니아 주를 위한 하원으로서 미국 의회의 의석을 이겼다. 겨우 4년 만에 그는 미국 상원이 되었고 1952년 드와이트 D. 아이젠하워의 러닝메이트로 부통령으로 선출되었다.
팻은 자신의 남편의 정치적 성공의 중대한 일부로 증명하였다. 그녀는 정치와 사람들을 환영 받게 만드는 데 전망을 가졌다. 그녀는 또한 열심히 일하기도 하였다. 1946년 2월 21일 장녀 트리샤(후에 현재 뉴욕주 공화당 위원회 의장 에드워드 F. 콕스와 결혼)를 낳았다. 트리샤가 태어난 지 몇시간 안에 그녀는 남편을 위하여 일하는 데 선거 운동을 벌였다. 1948년 7월 5일 차녀 줄리(후에 아이젠하워의 손자 데이비드 아이젠하워와 결혼)을 낳았다.

영부인으로서 팻 닉슨 여사의 인물 사진

## 닉슨 행정부

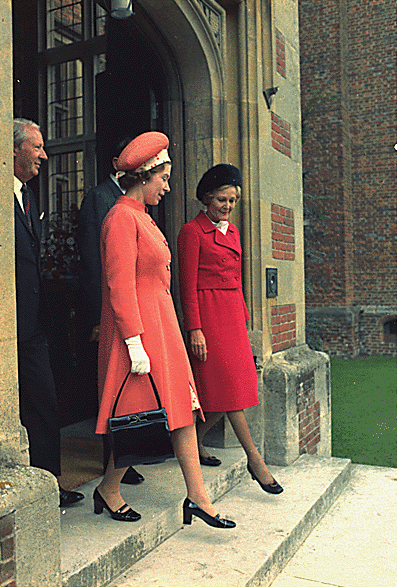
영국 방문 때 엘리자베스 2세 여왕과 함께

1969년 1월 리처드 닉슨이 대통령으로 취임하였다. 많은 방향에서 팻 여사는 영부인의 역할을 변형시켰다. 그녀는 교육에서 임의 기부주의까지 몇몇의 사회적 논점들에서 자기 입장을 굳혔다.
그녀는 광범하게 여행을 떠나 영부인으로서 10만 마일 이상을 걸쳤다. 1972년 그녀는 라이베리아의 윌리엄 톨버트 대통령의 취임식을 보러 유엔 사절단을 인솔하였다. 그녀의 여행들은 또한 그녀가 지진에 의하여 황폐되어 온 국가의 일부를 방문한 페루로 데려가기도 하였으며 남베트남을 방문할 때 전투 지대를 방문한 첫 영부인이 되었다.

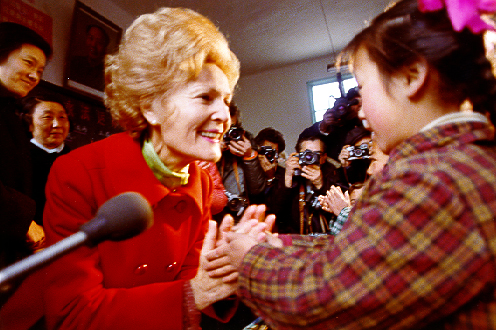
닉슨 대통령의 중화인민공화국 방문 기간 중 어느 중국인 소녀와 이야기하는 팻 여사 (1972년)

돌아와서 그녀는 백악관을 더욱 접근하기 쉽게 만드는 데 일하였다. 그녀는 저녁 순회와 정원 순회 등으로 소유지를 개방하였다. 팻 여사는 또한 영어보다 다른 언어들에서 백악관에 관한 팜플렛을 창조하는 데 밀고 나가기도 하였다. 예술을 위한 그녀의 열정은 백악관을 위한 600개 이상의 그림들과 가구의 조각들의 매입으로 이끌었으며 대통령 행정부를 위한 가장 큰 취득이었다.
그녀는 또한 신체 장애자를 위한 대통령의 고용 위원회의 일원으로 지내기도 하였고 보건, 교육과 복지부의 "지도하는 권리" 프로그램의 명예 의장직을 차지하였다.
그러나 닉슨의 백악관은 워터게이트 사건에 의하여 미완성되었다. 모든 순간에 워터게이트 사건을 둘러싸는 상세들에 관하여 일찍이 요약하지 않은 팻 여사는 자신 남편의 성원을 보였다.
사건이 자신의 남편 주위에 가까워지면서 팻 여사는 머물면서 탄핵의 조항들을 싸우도록 몰아냈다. 1974년 8월 8일 닉슨은 대통령직을 사임하였다.

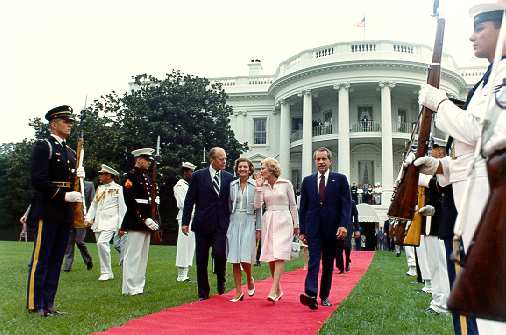
워터게이트 사건 후 포드 부부에 의하여 동행되며 백악관을 떠나는 닉슨 부부 (1974년)

## 이후의 세월
대통령의 사임에 이어 닉슨 가족은 캘리포니아주 샌클레멘테로 이주하였다. 다음 몇년은 팻 여사를 위한 어려움으로 증명되었으며, 그녀의 남편은 그의 사임은 물론 우울증의 발작을 포함한 부족한 신체 건강에 관련된 논쟁들과 싸웠다.
팻 여사도 또한 자신의 신체적 논쟁들로부터 고통을 겪었으며, 1976년 그녀는 일시적으로 그녀의 연설과 왼손 사용을 가져간 발작을 경험하였다. 1980년대 초반에 2번째 발작이 이어졌다. 이 건강 논쟁들의 결과와 주목에서 자신을 다시 넣으는 데 자신의 싫음으로서 팻 여사는 자신 일생의 마지막 2개의 10년간 세월에 공공 출연을 위하여 드물게 나왔다.
1993년 6월 22일 뉴저지주 파크리지에서 폐암으로 사망하였다.